# Juan Antonio Señor
Juan Antonio Señor Gómez (Madrid, 26 de agosto de 1958) é um ex-futebolista e treinador de futebol espanhol.

## Carreira
Juan Antonio Señor fez parte do elenco da Seleção Espanhola de Futebol da Copas do Mundo de 1986. Ele fez quatro presenças e um gol, frente a Bélgica.

## Títulos

### Clube
Zaragoza
- Copa del Rey: 1985–86

### Internacional
Espanha
- Eurocopa de 1984: Vice